# Adib Alkhalidey
Adib Alkhalidey est un humoriste, auteur-compositeur-interprète, réalisateur et acteur québécois, né le 6 février 1988 à Ouarzazate.

## Biographie

### Jeunesse et formation
Adib Alkhalidey est né en 1988 à Ouarzazate, d'un père irakien qui a fui le régime de Saddam Hussein et d'une mère marocaine. Son père a d'abord immigré au Maroc puis au Canada.
Alkhalidey et sa sœur sont nés au Maroc mais n'ont pas pu obtenir de documents officiels d'identification marocains sous Hassan II car leur père n'était pas marocain. C'est la raison pour laquelle il a dû immigrer avec sa famille au Canada après un court séjour aux États-Unis.
Il est diplômé de l'École nationale de l'humour en 2010.

### Carrière
Adib Alkhalidey est un humoriste et chroniqueur à la radio et à la télé. Il est également auteur pour d'autres humoristes, notamment Maxim Martin et Eddy King. Avec trois one-man-show à son actif, il est le récipiendaire du Prix du jury, Festival d'humour franco-québécois de Lourdes en 2012, et la révélation de l'année au Gala Les Olivier en 2013.
En octobre 2015, il est au centre d'une controverse pour avoir posté une blague sur Facebook, se moquant des citoyens qui ont voté en se cachant le visage avec un sac de patates pour dénoncer le port du niqab,.
Il fonde en 2016, avec Virginie Fortin, Guillaume Wagner et le groupe Sèxe Illégal une coopérative dans le but de produire des spectacles et différents projets artistiques. Leur tout premier festival, le Dr Mobilo Aquafest, voit le jour dans la même année,.
Il connait par la suite le succès avec son spectacle Québécois T******k qui remporte notamment le Félix du spectacle de l'année en humour en 2023. Celui-ci, en plus de faire la tournée du Québec, a été édité en version papier.
En 2023, il sort un nouvel album Arabe en thérapie (ou les charmes discrets d'un transfuge de classe). Sa tournée a débuté en 2023 et s’étend jusqu’en 2025.

### Musique
En plus de sa carrière d'humoriste, Adib Alkhalidey s'est lancé dans une carrière musicale. Il a d'abord agi sous le nom d'Abelaïde, pseudonyme qu'il utilise pour faire paraître Les cœurs du mal en 2020. Puis, il lance Pour tuer le temps, sous son nom de naissance le 11 novembre 2022.

## Album musical
- 2020 : Les cœurs du mal (sous le nom d'Abelaïd)[13]
- 2022 : Pour tuer le temps
- 2024 : Sale Arabe en thérapie (ou Les charmes discrets d'un transfuge de classe)[14]

## Filmographie

### Court métrage
- 2017 : Va jouer dehors (réalisateur/scénariste)

### Longs métrages
- 2016 : Hibou : le stagiaire
- 2019 : Matthias et Maxime : Shariff
- 2019 : Mon ami Walid : Walid (comédien/réalisateur/coscénariste/coproducteur)

### Télévision
- Code G
- Like-moi!
- Sous écoute
- Pause Kahwa (websérie, comédien/réalisateur/scénariste)
- 7$ par jour (websérie, comédien/coscénariste)
- Avoir l’air de (websérie, comédien/réalisateur/scénariste)
- Alors on jase
- Les Beaux Malaises
- Un gars le soir
- Mini-Jean et Mini-Bulle (voix de Billy)
- Enterrement de vie de garçon

## Spectacles
- 2013 : Je t’aime (mise en scène par Martin Matte)
- 2017 : Ingénu
- 2019 : Mais quelque chose te regarde (Netflix)
- 2022 : Québécois Tabarnak
- 2024 : Des putes et des voleurs

## Récompenses
- 2012 : Prix du jury, Festival d'humour franco-québécois de Lourdes.
- 2013 : Révélation de l'année, Gala Les Olivier.